# Brit Awards
Brit Awards, pot. The BRITs – corocznie przyznawane nagrody brytyjskiego przemysłu fonograficznego.

## Historia
Historia nagród sięga 1977, kiedy w centrum konferencyjnym Wembley w Londynie zorganizowano uroczystość z okazji setnej rocznicy nagranego dźwięku oraz jubileuszu dwudziestu pięciu lat działalności British Record Industry.
Wyróżniono wówczas artystów, którzy odnieśli szczególne sukcesy na brytyjskim rynku muzycznym. Podczas inauguracji nagrody, nazwane Britania Centenary Awards, otrzymali: zespół Queen, Jacqueline du Pré, Cliff Richard, George Martin, Julie Covington, grupa Procol Harum oraz duet Simon & Garfunkel, który zaśpiewał na uroczystości po siedmiu latach przerwy.
Dopiero w 1982 odbyła się kolejna gala, podczas której wręczano The British Record Industry Award. Od 1989 ustaliła się nazwa wyróżnień – Brit Awards. Zmienił się też i utrwalił system głosowania oraz wyboru laureatów. Utworzono akademię nagród złożoną z 600 członków wyłonionych spośród przedstawicieli wydawnictw płytowych, menedżerów, promotorów, dziennikarzy, prezenterów radia i telewizji, producentów oraz dystrybutorów płyt. Z 15 kategorii członkowie akademii wybierają laureatów w 11 kategoriach. Inny system obowiązuje dla pozostałych kategorii. Widzowie kanału BOX TV wybierają laureata w kategorii – najlepsze brytyjskie wideo (Best British Video). Słuchacze radia komercyjnego głosują na zwycięski – najlepszy brytyjski singel (Best British Single). Słuchacze programu BBC Radio 1 wyłaniają – najlepszą nową postać w Wielkiej Brytanii (Best British Newcomer). Ostatnią, szczególną nagrodę za wybitne zasługi dla brytyjskiej muzyki (outstanding Contribution to British Music) przyznaje komitet organizacji British Phonographic Industry (BPI).

## Najczęściej wyróżniani
| Artysta                | Liczba nagród |
| ---------------------- | ------------- |
| Robbie Williams        | 17            |
| U2                     | 7             |
| Take That              | 7             |
| Coldplay               | 7             |
| Dua Lipa               | 7             |
| One Direction          | 7             |
| Raye                   | 6             |
| Prince                 | 6             |
| Adele                  | 5             |
| Arctic Monkeys         | 5             |
| Oasis                  | 5             |
| Charli XCX             | 5             |
| Michael Jackson        | 5             |
| Annie Lennox           | 5             |
| Spice Girls            | 5             |
| Manic Street Preachers | 4             |
| Blur                   | 4             |
| Sting                  | 4             |